# Pilocrocis calamistis
Pilocrocis calamistis là một loài bướm đêm trong họ Crambidae.